# Ernst Heinrich Meier
Pour les articles homonymes, voir Meier.
Ernst Heinrich Meier, né le 17 mai 1813 dans l'ortsteil de Rusbend à Bückeburg et mort le 2 mars 1866 à Tubingue, est un orientaliste allemand qui a notamment étudié l'hébreu, le phénicien et le sanskrit.

## Biographie
Ernst Heinrich Meier est né le 17 mai 1813 à Rusbend.
Il étudie la théologie à l'université d'Iéna, puis les langues orientales à Gœttingue. Là, il est l'élève d'Henri Ewald qu’il suit à Tubingue en 1838, mais qu'il abandonne plus tard en prenant parti pour Bauer contre son ancien maître. À Tubingue, où on lui confie en 1848 une chaire de langue et littérature sémitiques, ses travaux portent sur l'exégèse et sur la philologie sémitiques.
Ernst Heinrich Meier est mort le 2 mars 1866 à Tubingue.

## Publications
Ses principaux ouvrages sont :

### Hébreu et phénicien
- Hebrœisches Wurzelwœrterbuch (Mannheim, 1845)[2]
- Die Form der hebrœischen Poesie (Tubingue, 1853)[2]
- Gecsch. der poetischen Nationallitteratur der Hebrœer (Leipzig, 1856)[2]
- Erklœrung phœnikischer Dcnkmœler (1860)[2]
- des commentaires de Joël, d'Esaïe[2]

### Sanscrit
On a de Ernst Heinrich Meier des traductions du sanscrit :
- Nala et Damayanti (en) (1849)[2]
- Sakountala (1854)[2]
- un recueil intitulé Indisches Liederbuch (Stuttgart, 1847-54, 3 vol.)[2]

### Littérature
Ernst Heinrich Meier a publié enfin des ouvrages d'un caractère moins austère :
- Poësies (1852, sous le nom d'Ernst Minneburg)[2]
- Deutsche Sagen Sitten und Gcbrœuche aus Schwaben (Stuttgart, 1852)[2]
- Deutsche Volksmœrchen aus Schwaben (1864, 3e éd.)[2]
- une biographie de la princesse Caroline de Schaumbourg-Lippe (Gotha, 1865) qui avait généreusement facilité sa carrière[2].

## Critique
Selon Fulcran Vigouroux, « Il était d’une sensibilité extrême et un travailleur acharné, mais il manquait de méthode dans ses études. ».